# Cybinka (stacja kolejowa)
Cybinka – zlikwidowana stacja kolejowa w Cybince, w województwie lubuskim, w Polsce. Została otwarta w 1907 roku przez WsK. W 2013 roku nastąpiło jej zamknięcie i likwidacja. Znajdowała się na trasie linii kolejowej z Kunowic.